# Joop Carp
Johan Robert ("Joop") Carp (Comal, Nederlands-Indië, 30 januari 1897 – Johannesburg, 25 maart 1962) was een Nederlands zeiler en ondernemer.Hij nam in driemaal deel aan de Olympische Spelen en won hierbij in totaal twee medailles.

## Biografie
In 1920 nam hij samen met zijn jongere broer Bernard en Petrus Wernink deel aan de Olympische Zomerspelen van Antwerpen in de 6½ meter klasse. Ze wonnen daarbij een gouden medaille met de boot Oranje.Vier jaar later was hij bij de Olympische Spelen van Parijs opnieuw succesvol door op de gemengde 6 meter klasse een bronzen medaille te behalen met Anthonij Johannes Guépin en Jan Vreede in de Willem VI. Bij zijn laatste olympische optreden, de omstreden Olympische Zomerspelen van 1936 behaalde het Nederlandse team met het schip "De Ruyter" 42 punten en moest hiermee genoegen nemen met een achtste plaats.

## Familie
Hij trouwde in 1921 met Hansje Kan. Joop vestigt zich met Hansje eerst in Londen, vanaf 1936 merendeels in New York. Er worden uit dit huwelijk twee kinderen geboren, Kiddy (1923-1992) en Onne (1925-1999). In 1937 eindigt dit huwelijk in een scheiding.               
Vanaf 1942 is hij getrouwd met Johanna Smit, dochter van Johan Smit. Zij sterft in 1951. Uit dit huwelijk werden dochter Ploontje (1944) en dochter Patricia (1945-1945) geboren.
In 1954 trouwt hij met Lætitia Domensino, die op de dag van de huwelijksvoltrekking 17 jaar wordt. Het huwelijk eindigt in 1959 in een scheiding.

## Loopbaan
Joops carrière begint bij Fokker als onderdirecteur. Na drie jaar neemt hij ontslag en begint zijn eigen onderneming: Carps Handelsbureau voor Aviatiek en Scheepszaken, later Carp & Co. Hij ontwerpt een roer, waarop hij wereldwijd patent krijgt. Later volgen octrooien op uiteenlopende producten, zoals een reclamesysteem voor taxicabines, speelautomaten en koelapparatuur. Dit bedrijf gaat begin 1940 ten onder als gevolg van de dreiging van oorlog.
Met twee compagnons start hij op 1 januari 1941 de Dietsche Handel Maatschappij, gevestigd op het adres van Joops voormalige bedrijf aan de P.C. Hooftstraat te Amsterdam. Verdienmodel is de nazi’s te helpen aan extra drank en andere levensmiddelen. Joop hoopt een deal te sluiten met zijn broer Bernard die directeur is bij Bols. Maar Bols weigert deze vorm van samenwerking, nu en in de toekomst. Toch vinden er via Joops bedrijf leveranties plaats aan de bezetter. 
Joop heeft,van alle betrokkenen, de zwaarste straf gekregen. Hij zat drie jaar in een interneringskamp.
In 1961 emigreert hij naar Zuid-Afrika.

## Palmares

### zeilen (6 meter klasse)
- 1924:  OS - 5 punten
- 1936: 8e OS - 42 punten

### zeilen (6,5 meter klasse)
- 1920:  OS - 2 punten

Joop Carp (stuurman) · 
Bernard Carp · 
Piet Wernink
Joop Carp (stuurman) · 
Johannes Guépin · 
Jan Vreede
Joop Carp (stuurman) · 
Ansco Dokkum · 
Kees Jonker · 
Herman Looman · 
Ernst Moltzer
1. 1 2 3 4 5 6 7 8  Hendriksma, Martin (15 februari 2024). Het geheim van Bols. De Geus. ISBN 9789044546880.